# Antillophos gemmulifer
Antillophos gemmulifer is een slakkensoort uit de familie van de Buccinidae. De wetenschappelijke naam van de soort is voor het eerst geldig gepubliceerd in 2000 door Kilburn.